# Hafen Worms
Der Hafen Worms ist der Rheinhafen der rheinland-pfälzischen Stadt Worms. Er besteht aus einem Stromhafen zwischen Rheinkilometer 442,160 und 450,400 und den zwei Hafenbecken „Floßhafen“ bei Rheinkilometer 443,000 und „Handelshafen“ bei Rheinkilometer 444,500.

## Geschichte

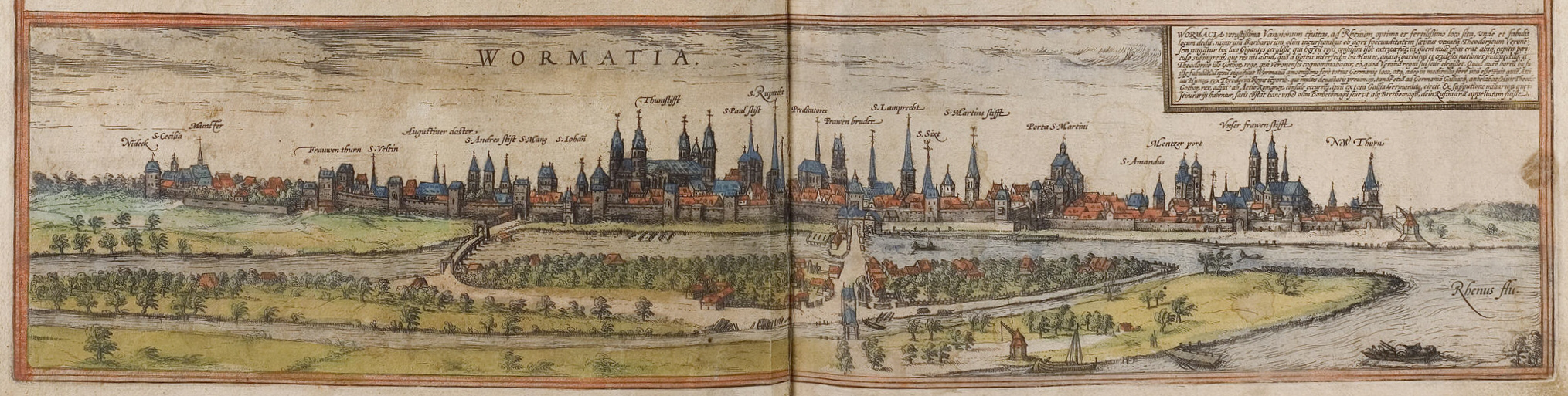
Georg Braun: Ansicht der Stadt Worms (1572; nach Sebastian Münster 1550). In der rechten Bildhälfte die beiden Lastkräne am Woog und am Hauptstrom des Rheins.

Der 858 erstmals in einer Urkunde des Klosters Lorsch erwähnte mittelalterliche Hafen konnte bisher nicht archäologisch nachgewiesen werden. Er wird, wie sein spätrömischer Vorgänger, direkt östlich der Stadtbefestigung im Bereich des Rheinarms Woog vermutet. Für das 16. Jahrhundert sind in einem Stich der Stadt Worms in Sebastian Münsters Cosmographia je ein Lastkran am Hauptstrom und am Woog dokumentiert.
Nach der Verfüllung des Woogs wurde ab 1856 im Bereich der heutigen Nibelungenbrücke ein als „Ladeufer“ bezeichneter befestigter Stromhafen mit Lagerschuppen angelegt. Er war notwendig geworden, da die Wormser Schiffer wegen der schlechten Anlegeverhältnisse verstärkt auf den Mannheimer Hafen auswichen. Hier entstand auch der sogenannte Winter- oder Sicherheitshafen, ein kleines Hafenbecken zum Schutz der Schiffsbrücke bei Hochwasser oder Eisgang. Von 1890 bis 1893 errichtete die Stadt Worms im Zuge der Uferbefestigung dann zwei Hafenbecken, den Floßhafen im Süden und den Handelshafen im Norden, an der Stelle des verfüllten Rheinarms Gießen. In beiden Bereichen entwickelten sich in der Folge Industriegebiete. Am Handelshafen wurde 1901/02 ein repräsentatives Gebäude für das städtische Hafenamt erbaut. Lange Zeit war der Hafen von großer Bedeutung während der jährlichen Zuckerrübenkampagne: Die Zuckerrüben wurden per Bahn aus dem pfälzischen und rheinhessischen Hinterland in den Hafen gefahren.
Der heutige Hafen Worms entstand dann 1969 aus zwei ursprünglich getrennten Teilen, den von der Stadt Worms ab 1890 angelegten Hafenbecken im Süden und der ehemaligen Lände bei dem Rheindürkheimer Fahrt im Norden, die seit dem 15. Jahrhundert der wichtigste Hafen für das kurpfälzische Oberamt Alzey war.

## Einrichtungen

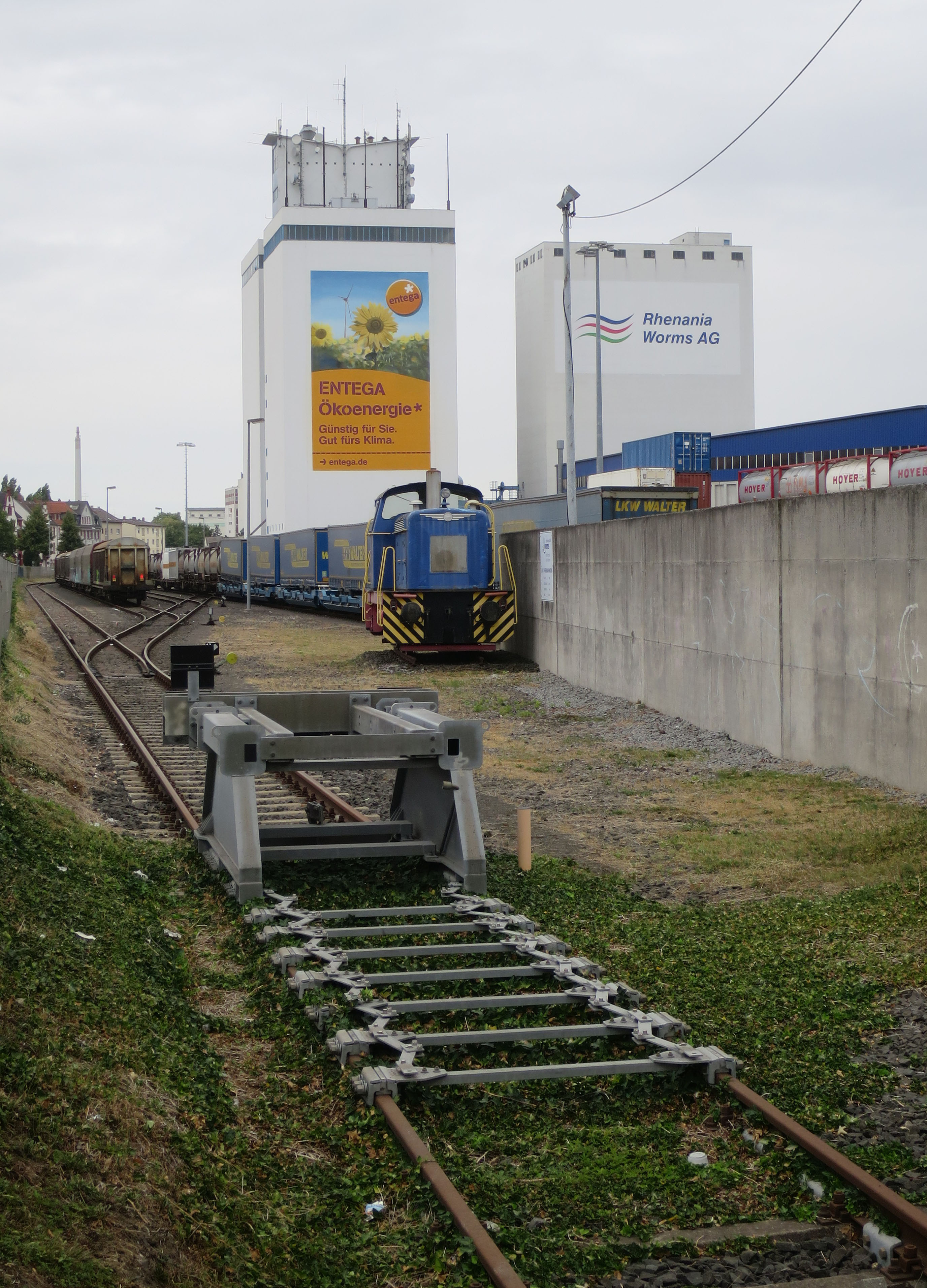
Hafenbahn Worms

Der Betrieb des Hafens wird von der städtischen Hafen Betriebs GmbH Worms geführt. Betriebsführer der Hafenbahn Worms mit einem Gleisnetz von etwa 21 km ist die Rhenus Rail St. Ingbert GmbH. Logistikdienstleister im Wormser Hafen ist die Rhenania Worms AG, die zu je 50 % der Stadt Worms und der Rhenus AG & Co. KG gehört.
Das Hafengebiet umfasst insgesamt 265.000 m², die Hafenbecken Floßhafen und Handelshafen sind 31.500 m² bzw. 33.000 m² groß. Insgesamt sind 3.400 m Ufer ausgebaut. Die Containerkapazität des Hafens beträgt 18.000 TEU, daneben gibt es 50.000 m² Freilagerplätze für Massengut, Lagerhallen mit einer Fläche von 13.300 m², Getreidesilos mit einer Kapazität von 40.400 m³ sowie Lagerböden für 26.000 t Belastung.
Im Hafengebiet befinden sich folgende Einrichtungen:
- drei elektrische Kräne von 3 bis 15 t
- fünf Verladebrücken von je 1 bis 45 t
- ein Containerkran
- ein Turmdrehkran
- sieben Löscheinrichtungen für Getreide
- zwei Löscheinrichtung für Mineralöl
- ein Reach-Stacker.

Die Einrichtungen im Handelshafen werden durch die Contargo auch für den (trimodalen) kombinierten Verkehr genutzt, unter anderem für Ganzzüge auf der Relation Triest–Worms. 
Die Hafenbecken Floßhafen und Handelshafen sind als Schutzhafen ausgewiesen. Im Nordteil des Floßhafens befindet sich der Diensthafen des Außenbezirks Worms/Oppenheim des Wasserstraßen- und Schifffahrtsamts Oberrhein. 
Nicht von der Hafen Betriebs GmbH Worms betrieben werden die in Privatbesitz befindliche Marina im ehemaligen Winterhafen und der Yachthafen (auch Marina Worms) im Süden der Stadt, der dem Motor-Yacht-Club Worms gehört.

## Warenumschlag
Der durchschnittliche Güterumschlag pro Jahr beträgt etwa 1.100.000 t. Hauptumschlaggüter sind chemische Erzeugnisse, Steine und Erden, Nahrungs- und Futtermittel, land- und forstwirtschaftlichen Erzeugnisse, Fahrzeuge und Maschinen, Eisen und Stahl, Erdöl, Mineralölerzeugnisse und Gase, Düngemittel und feste Brennstoffe. Der Hafen Worms wird monatlich von etwa 150 Frachtschiffen angelaufen.